# Aruna Dindane
Aruna Dindane, né le 26 novembre 1980 dans le quartier d'Adjamé à Abidjan, était un footballeur international ivoirien et même son capitaine, qui jouait au poste d'attaquant.
Il a effectué la plupart de sa carrière en Europe, notamment au RSC Anderlecht en Belgique puis au RC Lens en France avant de finir sa carrière au Qatar.

## Biographie

### Ses débuts à l'ASEC
Formé en Côte d'Ivoire, Aruna Dindane commence sa carrière à l'Inconditionnel d'Adjamé, avant de rejoindre en 1994 l'Académie Mimosifcom, le centre de formation de l'ASEC Mimosas, alors dirigé par Jean-Marc Guillou. Il y reste cinq saisons. Promu en équipe professionnelle de l'ASEC Mimosas en 1999 en même temps que Kolo Touré, Barry Copa, Bakari Koné ou encore Didier Zokora, il remporte la Coupe Félix-Houphouët-Boigny dès le mois de janvier. Le 7 février 1999, lui et ses camarades remportent au stade Félix Houphouët-Boigny, à Abidjan, la supercoupe de la CAF par trois buts à un, face à l'Espérance de Tunis. Au cours de ce match, il entre en jeu à la soixante-dixième minute à la place d'Antonin Koutouan, et inscrit le deuxième but de l'ASEC sur une frappe de l'extérieur du pied gauche qui trompe Chokri El Ouaer, le portier de l'EST, permettant ainsi à son club de reprendre l'avantage lors des prolongations. Si Aruna Dindane ne parvient pas à remporter le championnat national cette année-là, malgré son titre de meilleur buteur de Superdivision, il gagne toutefois la coupe nationale. En 2000, Dindane et ses coéquipiers permettent à l'ASEC Mimosas de devenir champion pour la seizième fois de son histoire, en terminant largement en tête lors des phases qualificative et finale.

### L'ascension du futur soulier d'ébène belge
Après ces succès, souhaitant lancer sa carrière internationale, il part pour la Belgique et le Royal Sporting Club d'Anderlecht à l'été 2000. Lors de sa première saison au club, Dindane obtient son premier titre de champion de Belgique ; il dispute vingt-six rencontres en Jupiler League. Il fait également ses débuts en Ligue des champions, y inscrivant son premier but le 14 mars 2001 face au grand club du Real Madrid, en deuxième phase de groupes. Ses performances lui valent d'être appelé en équipe nationale. Sa première sélection parmi les Éléphants a lieu lors du match Côte d'Ivoire - Rwanda le 9 avril 2000 (match nul deux partout). Les deux saisons suivantes, il continue son ascension, et marque très souvent. Mais c'est lors de la saison 2003-2004 qu'Aruna Dindane explose. En vingt-cinq matches, il marque quinze buts, et est récompensé en étant nommé du soulier d'ébène, puis en obtenant le soulier d'or qui récompense le meilleur joueur du championnat. L'année suivante est assez similaire, et Dindane obtient alors le titre de footballeur professionnel de l'année. En cinq années, Dindane inscrit soixante-sept buts en cent-soixante-quatorze matches. Plusieurs clubs s'intéressent alors à lui, comme l'Olympique de Marseille, le Celtic Glasgow ou le PSV Eindhoven. Mais il choisit finalement le Racing Club de Lens, où il signe pour quatre saisons.

### Au Racing Club de Lens
Lors de sa première saison en France, il ne marque que six buts en vingt-huit rencontres, et tarde à confirmer son potentiel. En 2006, il participe à la coupe du monde, dispute tous les matches de la compétition avec son équipe, et finit même meilleur buteur de sa sélection avec deux buts inscrits contre la Serbie-et-Monténégro. L'année suivante, il marque onze buts, finit meilleur buteur du club, et termine sixième meilleur buteur de Ligue 1, avec cinq autres joueurs. Lors de la saison 2007-2008, il fait des bons débuts, totalisant cinq buts à la mi-saison. Mais de retour de la coupe d'Afrique des nations, où il n'a participé qu'à un seul match, Dindane semble avoir perdu son réalisme et ses automatismes avec le groupe lensois. Avec l'arrivée de Loïc Rémy, il passe progressivement au second plan. Le 3 mai 2008, alors que Lens flirte avec la zone de relégation et que la rencontre face à AS Monaco vient de débuter, Aruna Dindane se blesse très lourdement, et est éloigné des terrains durant sept mois et demi en raison d'une rupture des ligaments croisés.

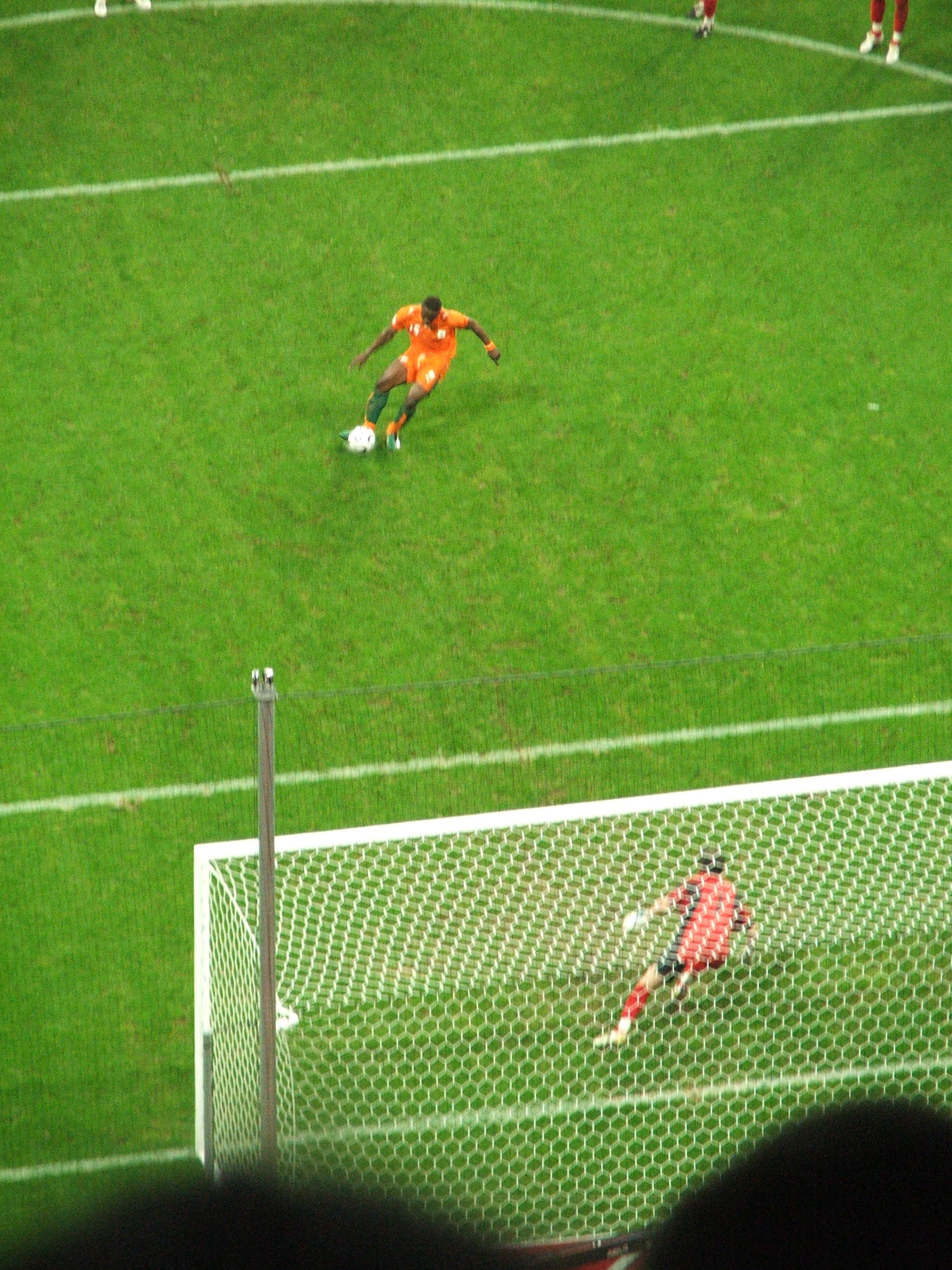
Lors de la coupe du monde 2006, transformant son pénalty contre la Serbie.

Le 19 décembre 2008, il fait son grand retour dans le groupe lensois, face au Stade brestois. Cette apparition fait suite aux nombreuses rumeurs qui rapportaient l'intérêt pour un transfert de nombreux clubs français et européens, comme Nice, Marseille ou encore West Bromwich Albion. Le 9 janvier 2009, il fait son retour sur les pelouses françaises, huit mois après être sorti du Stade Félix-Bollaert sur blessure. Le 23 janvier, il marque son premier but de la saison, durant un match amical face à Valenciennes (match nul un but partout). Le 13 février, il retrouve le chemin des filets en match officiel, inscrivant le premier but de son équipe contre Clermont.

### Un prêt compliqué à Portsmouth
Désireux de changer d'environnement en quittant la France, Dindane est finalement prêté un an avec option d'achat de quatre millions et demi d'euros au Portsmouth Football Club, le 28 août 2009. Le 22 septembre 2009, il dispute son premier match avec Pompey, contre Carlisle en Carling Cup. Pour ses débuts, l'Ivoirien inscrit l'un des trois buts de son équipe, et délivre une passe décisive pour Anthony Vanden Borre. Alors que les médias annoncent l'achat de Dindane par Portsmouth en février 2010, les problèmes financiers du club ressurgissent, et la vente doit être repoussée. Sous la menace d'une faillite, Portsmouth demande à la FIFA une dérogation spéciale afin de pouvoir vendre certains joueurs en dehors de la période de transfert. Déjà à la peine au classement, Pompey perd neuf points en raison de son placement en redressement judiciaire. De plus, l'entraineur Avram Grant décide de ne plus faire jouer Dindane à partir du mois de mars 2010, le joueur ayant atteint la barre des vingt-et-une rencontres. En effet,  selon les modalités négociées pour le prêt de l’international ivoirien, s'il porte le maillot de Portsmouth une fois de plus, le club britannique va se voir contraint de verser cinq millions de livres à Lens. Qualifié pour la finale de la FA Cup, Portsmouth essaye de convaincre les dirigeants lensois de laisser jouer le joueur sans devoir l'acheter définitivement. Fortement convoité par Blackburn, Aruna Dindane se rend à Lens pour discuter avec le président Martel, qui décide finalement de l'autoriser à terminer la saison en Angleterre, « privilégiant avant tout l’aspect humain ». De retour à la compétition le 24 avril 2010 à Bolton, Dindane permet à son équipe d'égaliser, grâce à un doublé , et devient par la même occasion le meilleur buteur de Portsmouth. Six jours plus tard, il déclare avoir passé la visite médicale avec les Rovers de Blackburn, et que son agent faisait le nécessaire pour trouver un terrain d'entente entre le club et Lens.

### L'échec au Qatar et en Angleterre
Annoncé pendant plus d'un mois au Qatar, et après plusieurs démentis, Dindane est transféré officiellement au Lekhwiya SC le 23 juillet 2010, et s'y engage pour trois années,. Le transfert est évalué à trois millions d'euros. Dans un championnat relativement faible, Aruna Dindane ne marque presque pas, malgré un temps de jeu important.
En décembre 2012, il rompt son contrat avec le club qatari. Après s'être entraîné durant plusieurs semaines avec Crystal Palace FC, il rejoint officiellement le club anglais le 27 mars 2013. L’expérience sera de très courte durée : il quitte l'Angleterre au bout de deux mois sans avoir joué le moindre match.
Lors de la rentrée 2019, il s'inscrit à la formation de manager général de club sportif dispensée par le Centre de droit et d'économie du sport de Limoges.

## Statistiques
| Saison                | Club                  | Championnat           | Championnat | Championnat | Coupe nationale | Coupe nationale | Coupe de la Ligue | Coupe de la Ligue | Compétition(s) continentale(s) | Compétition(s) continentale(s) | Compétition(s) continentale(s) | Côte d'Ivoire | Côte d'Ivoire | Total | Total |
| Saison                | Club                  | Division              | M.          | B.          | M.              | B.              | M.                | B.                | Comp.                          | M.                             | B.                             | M.            | B.            | M.    | B.    |
| 2000                  | ASEC Mimosas          | MTN Ligue 1           | 22          | 9           | -               | -               | -                 | -                 | -                              | -                              | -                              | 3             | 0             | 25    | 9     |
| 2000-2001             | RSC Anderlecht        | Jupiler Pro League    | 27          | 5           | -               | -               | -                 | -                 | C1                             | 8                              | 1                              | 5             | 1             | 40    | 7     |
| 2001-2002             | RSC Anderlecht        | Jupiler Pro League    | 28          | 10          | 1               | 0               | -                 | -                 | C1                             | 9                              | 1                              | 4             | 0             | 42    | 11    |
| 2002-2003             | RSC Anderlecht        | Jupiler Pro League    | 22          | 6           | -               | -               | -                 | -                 | C3                             | 7                              | 3                              | 3             | 1             | 32    | 10    |
| 2003-2004             | RSC Anderlecht        | Jupiler Pro League    | 25          | 15          | -               | -               | -                 | -                 | C1                             | 9                              | 4                              | 5             | 3             | 39    | 22    |
| 2004-2005             | RSC Anderlecht        | Jupiler Pro League    | 29          | 14          | -               | -               | -                 | -                 | C1                             | 8                              | 2                              | 8             | 5             | 45    | 21    |
| 2005-2006             | RC Lens               | Ligue 1               | 28          | 6           | -               | -               | 1                 | 1                 | CI+C3                          | 5+6                            | 1+1                            | 9             | 5             | 49    | 14    |
| 2006-2007             | RC Lens               | Ligue 1               | 34          | 11          | 2               | 1               | 2                 | 1                 | C3                             | 6                              | 3                              | 5             | 2             | 49    | 18    |
| 2007-2008             | RC Lens               | Ligue 1               | 28          | 8           | -               | -               | 4                 | 1                 | C3                             | 4                              | 3                              | 9             | 1             | 45    | 13    |
| 2008-2009             | RC Lens               | Ligue 2               | 12          | 2           | -               | -               | -                 | -                 | -                              | -                              | -                              | -             | -             | 12    | 2     |
| 2009-2010             | Portsmouth FC (prêt)  | Premier League        | 19          | 8           | 3               | 1               | 2                 | 1                 | -                              | -                              | -                              | 11            | 0             | 35    | 10    |
| 2010-2011             | Lekhwiya SC           | Stars League          | 19          | 4           | -               | -               | -                 | -                 | -                              | -                              | -                              | -             | -             | 19    | 4     |
| 2011-jan 2012         | Lekhwiya SC           | Stars League          | 4           | 1           | -               | -               | -                 | -                 | -                              | -                              | -                              | -             | -             | 4     | 1     |
| jan 2012-2012         | Al-Gharafa SC         | Stars League          | 6           | 1           | -               | -               | -                 | -                 | AFC                            | 5                              | 1                              | -             | -             | 11    | 2     |
| 2012-jan 2013         | Al-Sailiya SC         | Stars League          | 8           | 2           | -               | -               | -                 | -                 | -                              | -                              | -                              | -             | -             | 8     | 2     |
| mars 2013-2013        | Crystal Palace FC     | Championship          | -           | -           | -               | -               | -                 | -                 | -                              | -                              | -                              | -             | -             | 0     | 0     |
| Total sur la carrière | Total sur la carrière | Total sur la carrière | 311         | 102         | 6               | 2               | 9                 | 4                 | -                              | 68                             | 21                             | 62            | 18            | 456   | 147   |

## Palmarès

### Collectif
- Vainqueur de la Coupe de Côte d'Ivoire : 1999
- Vainqueur de la Supercoupe de la CAF : 1999
- Champion de Côte d'Ivoire :  2000
- Champion de Belgique : 2001 et 2004
- Vainqueur de la Supercoupe de Belgique : 2001
- Vainqueur de la Coupe Intertoto : 2005
- Finaliste de la Coupe d'Afrique des nations : 2006
- Finaliste de la Coupe de la Ligue française : 2008
- Champion du Qatar : 2011

### Distinctions personnelles
- Meilleur buteur de Côte d'Ivoire : 1999, 13 buts
- Meilleur joueur d'origine africaine du championnat Belgique : 2003
- Meilleur joueur du championnat belge : 2003
- Footballeur Pro de l'année : 2004

## Vie privée
Aruna Dindane est marié à Hawa, avec qui il a eu Bouba, Camira et Raïssa, née le 21 août 2005 à Arras. En janvier 2006, il a eu la douleur de perdre sa petite fille Raïssa, alors âgée de cinq mois, alors qu'il participait à la Coupe d'Afrique des nations. Le 2 janvier 2008, il est à nouveau père d'une petite fille.